# Vèbre (Agout)
Die Vèbre ist ein Fluss in Frankreich, der in der Region Okzitanien verläuft. Sie entspringt beim Ort La Bessière, im Gemeindegebiet von Murat-sur-Vèbre, entwässert generell in südwestlicher Richtung durch den Regionalen Naturpark Haut-Languedoc und mündet nach 31 Kilometern im Gemeindegebiet von La Salvetat-sur-Agout als rechter Nebenfluss in den Agout. Auf ihrem Weg durchquert die Vébre die Départements Tarn und Hérault.

## Orte am Fluss
(Reihenfolge in Fließrichtung)
- La Bessière, Gemeinde Murat-sur-Vèbre
- Murat-sur-Vèbre
- Condomines, Gemeinde Nages
- Rieu Montagné, Gemeinde Nages

## Sehenswürdigkeiten
- Pont de Saint-Étienne, Brücke aus dem 15. Jahrhundert über den Fluss (Monument historique)[4]